# ハカイダー
ハカイダーは、『人造人間キカイダー』とその派生作品に登場するキャラクター（人造人間）である。
特撮版『人造人間キカイダー』および漫画版『人造人間キカイダー』でライバルキャラクターとして初登場。主人公キカイダーに匹敵する人気を獲得し、単独でのスピンオフ作品が制作されるなどしている。

## 登場作品
- 漫画
  - 人造人間キカイダー
  - キカイダー02
- テレビシリーズ・映画
  - 人造人間キカイダー
  - キカイダー01
  - 人造人間ハカイダー
  - キカイダー REBOOT
  - 仮面ライダー鎧武/ガイム
- アニメ
  - 人造人間キカイダー THE ANIMATION
  - キカイダー01 THE ANIMATION
- ゲーム
  - 人造人間ハカイダー ラストジャッジメント
  - スーパーヒーロー作戦
  - スーパーヒーロー作戦 ダイダルの野望
  - スーパー特撮大戦2001
  - 特撮冒険活劇 スーパーヒーロー烈伝
- 小説
  - KIKAIDER00
  - 人造人間キカイダー The Novel
- トレーディングカードゲーム
  - スーパーヒーロー戦線 スクランブルデュエル
  - クロスギャザー

## 作品別の解説

### 漫画版『人造人間キカイダー』
キカイダーの破壊を使命とする人造人間。プロフェッサー・ギルから渡された設計図で光明寺博士が作成した。キカイダーの人間態の名前がジローであるのに対し、ハカイダーの人間態の名前はサブロウである。
頭部の光明寺博士の脳髄はキカイダーに攻撃させないための人質であったが、キカイダーを倒す少し前から光明寺博士の脳の影響が見られるようになり、倒したキカイダーを持ち帰ってギル不在の間にそれを修理させることとなる。その行為から、光明寺博士の脳の影響が出ていることをギルに見抜かれてしまう。
キカイダーにより脳が光明寺博士の身体に戻されてハカイダーは機能を停止するが、ダーク基地を破壊された際に瀕死の重傷を負ったギルの脳がダークの幹部により移植されることとなる。
ギルハカイダーとなったハカイダーは、レッドハカイダー・シルバーハカイダー・ブルーハカイダーというそれぞれダークの幹部の脳を持つハカイダーたちを引き連れてキカイダーやキカイダー01と戦い、やがてハカイダー4体による合体でガッタイダーとなる。強大な力でキカイダーたちを苦しめるも弱点である脳を破壊され、4体の無事な部品を寄せ集めることでギルハカイダーだけが生き残る。
その後、ギルの設計したジャイアントデビルを作ろうとしているシャドウを倒すため、キカイダーやキカイダー01、キカイダー00と共闘するが、その裏でシャドウからの使者ミエコ（ビジンダー）の勧誘を受けるなど策をめぐらせており、ジャイアントデビルを完成させると世界征服に動き出す。
最後には服従回路（イエッサー）をキカイダーたちに取り付けて部下として使うつもりだったが、キカイダーの秘密兵器「破壊光線」（ブラスター）を脳に直撃させられて「死亡」している。
- 連載時には、石森による初期ラフデザインに基づく手足に縞のあるデザインであったが、単行本では修正された[3]。

### テレビシリーズと関連作品

#### 『人造人間キカイダー』
人造人間ハカイダー
初登場は35話の次回予告。漫画版と同じく、キカイダーを破壊するためだけに創られた戦闘用サイボーグ。人間態はサブロー。ただし、光明寺博士の脳の影響を受けているという設定はなく、脳の血液交換が必要という設定が存在する。ギルの命令やダークロボットの作戦とは別に、自分の意思で行動する。
ダークがキカイダー破壊のために光明寺博士をマインドコントロールして造らせたダーク最強の人造人間。全身黒ずくめで、所々に黄色い稲妻の意匠が走っている。キカイダー対策として、頭部に光明寺博士の脳を移植、重要部品の1つとしている。この光明寺博士の脳はキカイダーを牽制するための人質にもなっているが、一定時間内に血液交換をしないと死んでしまい、戦闘力が激減するという弱点にもなっていた。劇中でも、あと一歩まで追い詰めておきながら、血液交換のために止むを得ず撤退する場面がある。良心回路と正反対の機能を持つ悪魔回路を内蔵しており、キカイダーを凌駕する戦闘力を誇る。そして単純に強いだけではなく、キカイダーが父を殺したと誤解したマサルを利用する狡猾な一面もある。キカイダーとの対戦では卑怯な手段を嫌い、光明寺ミツコとマサルを人質にしようとした破壊部隊のロボットであるヒトデムラサキの行動を妨害したり、「俺は敵に後ろを見せるのが嫌いな性分」と言い切る一面も持つ。前述の通りキカイダー破壊が存在理由であり、しかも「自分の手でキカイダーを破壊しなければならない」という強迫観念にまで達している。挿入歌「ハカイダーの歌」では「右手のガンに…」とあるが、劇中では左利きという設定になっている。これはサブロー役の真山譲次が左利きであったため現場で設定変更されたと言われる。
キカイダー破壊に執念を燃やすが、やがてギルの命令に逆らうようになり（本人は特に逆らっている自覚はない）、ギルに疎まれる存在となる。存在理由であったキカイダー破壊がアカ地雷ガマによって行われ、42話でゲシュタルト崩壊を起こしてしまい、創造主である（彼はそう思っていた）ギルを殺そうとする。しかし、ダーク最強にして最後のアンドロイドである白骨ムササビに隙を突かれて倒されてしまった。最後は復活したジローに看取られて機能を停止、脳はミツ子の手によって光明寺博士の肉体へと戻される。次作『キカイダー01』にも登場するが、『01』での「ギルハカイダー」と本作のハカイダーは、全くの別人（別ロボット）とされている。
サブロー
38話から登場。ハカイダーの人間態。全身黒尽くめのライダースーツに身を包み、黄色いマフラーを着用している。頭にゴーグルを乗せているが、当初はサングラスを装着する予定だったのが、ヘルメットを被ってゴーグルを装着することになり、さらに最終的にゴーグルを乗せるということになった。
口笛を吹きながら現れてジローの弟を名乗り、ジローを疑うマサルを利用してジローを追い詰める。彼がマサルに渡したデスホイッスルは、サブローを呼ぶための笛であるほか、あらゆる機械の機能を停止させる特殊光線を発射可能。
- 書籍によっては、ジローの弟と位置付けられている。

制作関連
ハカイダーのキャラクターは、渡邊亮徳専務（当時）の発案による。主人公キカイダーがもともと悪の組織の脱走者であり、怪獣ロボットよりもさらに兇悪な追っ手をさし向け、キカイダーを窮地に追い込もうという渡邊の案を基に、原作者の石森と脚本家の長坂がアンチヒーローとして創作した。東映プロデューサーの吉川進は、単純な悪役ではない美学を持ったハカイダーのキャラクター性は、長坂によるところが大きいと述べている。そのキャラクター、デザインはヒーロー番組における後進の悪役ヒーローに大きな影響を与え、今なお高い人気を誇っており、40年以上経った今でも「ダークヒーローの頂点」と言われている。
ハカイダーのマスクはアップ用とアクション用がそれぞれ用意され、アップ用は眼と眼の間に小さい覗き穴があるだけだが、アクション用は目と口の間に四角い覗き窓が開けられ、視界を大きく採るための工夫がなされている。頭の透明フードはマスクにネジで留める仕様になっているが、立ち回りで固定部分がすぐに割れてしまうため、常時数個の予備を撮影現場に持ち込み、欠損するたびに交換していた。衣装はビニールレザーを使っており、指の黄色部分は着色した皮を巻いたものとなっている。
専用の挿入歌として「ハカイダーの歌」「三郎のテーマ」の2曲が作られた。共に作曲は渡辺宙明、歌は水木一郎。「ハカイダーの歌」の前奏と間奏にはピッコロフルートが使われている。「三郎のテーマ」はマカロニウェスタン風に作られ、イントロの口笛はサブローの登場シーンにも使われた。
声を担当した飯塚昭三は、ハカイダーに対し、自らが演じた悪役の中でも思い入れがあり、「当時自分がやったことのない二枚目で、戸惑いがあった」「他人の命を助けて自分から死ぬといった、（主役である）キカイダー同様の運命を感じた」と語っている。反面、『01』のギル・ハカイダーに対しては、「底の浅い奴」「急に四人衆になってしまった分、差別化のため荒っぽく演じた」「ギル・ハカイダーはあまり好きではない」と発言している。

#### 『キカイダー01』
人造人間ハカイダー（ギルハカイダー）
ダーク滅亡から3年後、プロフェッサー・ギルの脳髄を移植して出現した。ダーク科学陣の最高科学者3人の脳髄を移植し製作されたレッド、ブルー、シルバーの3体のハカイダーを従え、ハカイダー部隊を結成する。書籍などでは、ギル・ハカイダーや、ボスハカイダー、ブラックハカイダーなどと呼称されるが、作中での呼称は一貫してハカイダーである。ハカイダー部隊を率いていた頃は、マントを着用し、ギルの笛を使用する場面もあった。
なお、前作『人造人間キカイダー』のLDの解説によれば、前作のハカイダーとは全くの別人（別ロボット）とのこと。
前作に登場したハカイダーとの相違点として、サブローになることはなく、変身能力を駆使して他の人間（男女問わず）に変身できる。顔のイナズマ模様の形状が異なり、胸部に四つの十字マークが加えられている。漫画版のようにギルとしての記憶や人格は持っていない。また、前作のクールでニヒルな性格とは異なり、傲岸で残忍な性格である。強力なライバルキャラとしての描写もなくなり、言動や行動も粗野なものとなる。世界征服とキカイダー兄弟の抹殺を目的とする。怪物ロボットブラックドラゴンへの変身能力を持ち、この時は通常時の10倍の能力を発揮する。さらには他3体のハカイダーと合体してガッタイダーとなった際は40倍の能力を発揮する。
武器はハカイダーショットと破壊剣、鞭。周囲を暗雲に包むサタンダークネス、目を光らせての催眠術、ギルの悪魔笛も使用可能。四人衆のコンビネーション技であるハカイダー四段攻撃では四段・コンドル縛りでとどめを刺す。第10話でブラストエンドにより01に倒され、ハカイダー部隊は全滅するが、自らはシャドウ組織により救出され、以降、形式上シャドウの一員として行動するものの完全に服従はしなかった。第19話ではギルの亡霊を召喚。亡霊が持っていたエネルギー電池を使用して3倍にパワーアップし、新技としてアウトローキック、マグマアッパー、ギロチン落としの強化版ギロチンフック、大車輪投げに似たハカイダーシュートを身に付け、敵を拘束する新武器アイアンベルトを入手した。ギルの亡霊を呼んだ後はシャドウナイトも圧倒しキカイダー兄弟とも互角に渡り合っていた。第20話で01に敗れた後、ビッグシャドウの手によって首だけの状態から復元蘇生・洗脳され、以後はシャドウに忠誠を誓う。
- 1987年に勁文社から発行された『怪獣怪人ベスト600』では脳の持ち主に性格が左右されると書かれている。

前作では一定時間内に血液交換をしないと脳が死んでしまい戦闘力が激減するという弱点があったが、今シリーズではそのことについては触れられていない（他のハカイダーたちも同様）。また、ロボット独特の人間とは異なる（美醜の感覚が逆転した）美的感覚を持つなどの設定が登場したこともあった。
シャドウ幹部になって以降は、市井の女性を次々と通り魔殺人的に殺害したり、石油ショックで不足していたトイレットペーパーを購入しようとしてパニック状態になったスーパーマーケットでトイレットペーパーを備蓄している倉庫を暴いたり、買い占めたミカンを倉庫に置いて混乱を引き起こし、笑ったり、果ては犬が苦手なワルダーを憂慮したビッグシャドウに命じられ、野犬の駆除をする羽目になったり（さすがの彼もこの時は不満を漏らしていた）…など一転してコミカルな描写が増えてしまう。第44話で自身を父の仇と狙う青年・峠英介と対決の末、マリの機転で英介に奪われたハカイダーショットに撃たれ敗れ去った。
最終話ではビジンダーレザーを受けての破壊とロボット再生装置による復活を繰り返したが、最終的にキカイダー兄弟とビジンダーによるトリプルサークラインを受けて爆死した。ビッグシャドウに対しては敬語を使う場合とタメ口で話す場合が混在し、服従しつつも時折自尊心の高さをのぞかせていた。
初期のスチール撮影会では胸の星印がなかった。
- 企画書では、サブローが自身の手でギルの脳を死体から移植したと記述されていた。

ブラックドラゴン
第7話に登場した、ハカイダーが変身した怪物ロボット。口から吐く高熱火炎の火炎ドラゴン、暗雲サタンダークネス、暗雲内に潜むサタンサンダーメカから放つドラゴンサンダー、右腕の竜口から発射するドラゴン百連銃（キカイダーによって太陽光を取り戻した01には全く通じなかった）で01に挑戦。飛行能力も備える。
ハカイダー四人衆
ボス・シルバー・レッド・ブルーのハカイダー4体は総称して、「ハカイダー四人衆」と呼ばれた。四人衆が変身した各ロボットは01に倒された後、再びその姿に変身することはできなかった。劇中での明確な説明は無いが、ガッタイダーが倒され、以後合体不能となったのと同様の理由が推測される。また、『仮面ライダー』でショッカー等の大幹部が変身した怪人が倒された場合は変身前の大幹部も絶命していたのとは異なり、ハカイダー四人衆が変身した各ロボットおよびガッタイダーは01に倒された後元のハカイダーの姿へと戻りかなりのダメージを負ってはいたものの、各ハカイダーの絶命には至らなかった。
- 四人衆のアイデアは、脚本家の長坂秀佳が少ない予算を活用するためハカイダーのスーツの流用を提案したことによる。

シルバーハカイダー
ハカイダー部隊の大幹部。冷酷な性格で、命乞いをした相手を平気で殺す。イチローに化けるなど、変身能力を持つ。胸当てが銀白色で「S」のマークがある。武器は伸縮自在のシルバー電子棒を使用し、空中で鉄棒のように回転してからキックを繰り出す電子棒大車輪（別名・シルバー大車輪）を放つ。この武器を使用した結果、過ってサタンダークネスの暗雲を払ってしまったこともある。ハカイダー四段攻撃では三段・クジャク返しを受け持つ。第10話で01のブラストエンドを受けて爆死した。
銀エビ
第4話に登場。シルバーハカイダーが変身したロボット。元の姿の10倍の能力を持っており、身体を球体状になり転がりつつ爆発を起こす「銀エビ機雷」を使う。ケーキに化けたり、変化させた身体で壁をすり抜けることが可能。この形態でもシルバー電子棒を使いこなし、シルバー大車輪も可能。
ブルーハカイダー
ハカイダー部隊の大幹部。ハカイダーへの忠誠を装っているが、ボスの座を狙う野心家。胸当てが青色で「B」のマークがある。10万ボルトの電気が流れる電磁ムチを使用し、ムチを敵の首に巻き付けて振り回す電磁ムチ地獄回しという技を繰り出す。ハカイダー四段攻撃では初段・ツバメ返しを受け持つ。第9話でレッドハカイダーとともにブラストエンドの直撃を受けて爆死した。
青ワニ
第5話に登場。ブルーハカイダーが変身したロボット。卵の中から出現、着脱可能な巨大な口を飛ばすことができる。青ワニ島に基地を建設するため、工事に必要な作業要員の人間を次々と誘拐した。自身が傷つけられても、コントロール装置の卵に入れば修復。だが逆に卵が破壊されると、自身は爆死する。青ワニの着ぐるみは改造され、多くの敵ロボットに流用されている。
レッドハカイダー
ハカイダー部隊の大幹部。胸当てが赤色で「R」のマークがある。「ヒェッヒェッヒェッヒェッ……」という奇怪な笑い声を上げながら出現する。武器は連射式のミサイルボーガンだが、命中率はあまり高くない。ハカイダー四段攻撃では二段・オウム返しを受け持つ。9話で01のブラストエンドによって完全に破壊された。
朱ムカデ（）
第5話、6話に登場。レッドハカイダーが変身したロボット。魔術師（演：宮口二郎）に化けて子供たちを誘拐し、その身体を触媒にムカデ毒液を培養して東京にばら撒こうとした。体をばらばらにしたり、爆弾である棘を飛ばすムカデ針。
- ムカデをモチーフにしてはいるがフォルムはずんぐりとしている。石森によるラフデザインでは、胴体が前後に割れて分離するギミックが検討されていた。

ガッタイダー
第7、8話に登場。ハカイダー四人衆が「ハイル・ハカイダー合体！」の掛け声で合体。合体した姿。頭部に4つの脳を持ち、四人衆全ての武器を使用できる。必殺武器の死神ミサイル原爆砲の威力は絶大。他にもショルダーブーメラン、飛行能力、テレポートが使える。キカイダー兄弟を苦しめるが、ブラストエンドの直撃を受けてレッド・ブルー・シルバーの合体回路が破壊され、以後は合体不能となる。
- スチール撮影では頭部のフードとマントが付けられていなかった。

### アニメ『人造人間キカイダー THE ANIMATION』
基本的には、漫画版を元にしているため、ハカイダーの設定もそれに準ずる。ここでは主にその差異を記す。
『人造人間キカイダー THE ANIMATION』
量産型ハカイダーの登場などがあり、サブロウの意識を取り戻したハカイダーはこの量産型ハカイダーに右腕と首を破壊されることとなる。またこの戦闘の後、ギルにとどめをさすのがハカイダーとなっている。光明寺博士の意思で動く際は声も光明寺のもの（特撮版でハカイダーの声を当てていた飯塚が担当）になる。
『キカイダー01 THE ANIMATION』
シャドウにクーデターを起こすことは変わらないが、シャドウナイトにダーク再興を画策させていた。完全にギルの自我で行動しており、アーマゲドンゴッド完成後は、特撮版同様マントを着用している。声優はプロフェッサー・ギルの小川が務めている。

### 『人造人間ハカイダー』と関連作品
映画『人造人間ハカイダー』
漫画版や特撮版とは全く別の世界観の話であり、人間態の名前もサブローではなくリョウとなっている。またこの作品に登場するハカイダーの頭部に人間の脳は入っておらず、中に収まっているのは「人間の脳の様に見える電子頭脳」である。
ジーザスタウンの治安維持用にグルジェフに開発された人造人間。廃棄処分の寸前に数名の科学者によって盗み出され行方不明となっていた。絶海の孤島にある監獄に封じ込められていたところをトレジャーハンターたちに目覚めさせられる。
ゲーム『人造人間ハカイダー ラストジャッジメント』
映画の10年後が舞台。ギルの誘いを断ったために、ギルが刺客として放ったワルダーに右腕を奪われてしまう。

### 漫画『キカイダー02』
基本的には、漫画版を元にしたリメイク作品。
光明寺博士の長男一郎の脳を入れられた人造人間であり、ギル・ヘルバートと光明寺博士が遺伝子技術とロボット工学の両者の観点から、共同で開発したことになっている。キカイダー01の攻撃で一郎の脳が覚醒、以後「光明寺一郎」として活動するようになる。ギルは元々これを予測していたようで、自分の体の器としてハカイダーを開発させていた。また、作中では一貫して「サブロウ」と名乗っている（人物紹介のページでは「サブロウ＝ハカイダー」と紹介されている）が、ギルの台詞には「ハカイダー型の人造人間」というものがある。
本作品では量産型ハカイダーも登場しており、量産型の4体が合体してガッタイダーとなるなど、ハカイダー四人衆を意識した設定がなされている。

### 小説『KIKAIDER00』
坂本千草（光明寺ミツコの母親）の脳が入れられており、「血液交換が必要」「悪魔回路」など、テレビ版に近い設定が付けられている。

### 小説『人造人間キカイダー The Nobel』
ダーク・マジェスティック・エンジニアリングが大量生産を前提として造り出した戦闘型ロボットで、正式名称は「フュージティヴ・フロム・ヘル改良強化量産型第一試作モデル」。「ハカイダー」は製作者の光明寺博士がつけた開発ナンバーである。
人間態の姿はサブローで、スマートフォン型の携帯端末に「コンバーション、アンドロイドモード」の音声コードを入力することで変身する。愛車は「ホワイトクロウ」。
キカイダーの左半身として設計された戦闘型ロボット「フュージティヴ・フロム・ヘル」を元に造られたロボットとして登場。動力源はカートリッジ型小型原子炉。
特撮『人造人間キカイダー』との設定の違いとして、太陽電池で動く仕様だったプロトタイプの設計を流用しているために頭部が中空となっているとされている。
指定されたターゲットを追い殺戮することを目的としているため、電子頭脳は小型化され、「悪魔回路」として胸部に格納されている。
頭部に電子頭脳を持たず、悪魔回路は殺戮命令のみを下すために思考パターンが単調であり、光明寺曰く「頭が空っぽ」というほど、殺戮のみを念頭に置いたロボットとなっている。
容赦なくキカイダーをハカイダーショットで撃ち抜こうとしたり、それを邪魔したミツコに重傷を負わせたりと、特撮で見られたような気品は描かれていない。その一方で、光明寺の脳を移植されたままではキカイダーとの全力の勝負ができないとギルに詰め寄ったり、ミツコの将来に想像を及ばせたりなど、下劣ではない面も兼ね備えている。
光明寺博士ら開発スタッフがダークを逃亡した後、米盛チーフらを中心としたチームによって製作されるが思うように動作せず、当初は命令の遂行さえ不可能な状態だった。後に光明寺による調整を受け、ダーク破壊部隊のロボット3体を12.6秒で破壊するほどの能力を発揮するようになる。
その後ギルの目論みで、光明寺の脳を頭部に格納した状態でキカイダーを襲い、破壊寸前まで持ち込むが、ミツコが介入したことで脳の血液交換のタイムリミットを迎え、撤退を余儀なくされる。
ダーク本社でキカイダーと決戦した際には、純然たる実力で決着をつけるために、ギルの秘書ロボットであるマリに命じて光明寺の脳を本体に戻させ、ジローやマリ同様の電子頭脳を頭部に納めてキカイダーと対峙した。電子頭脳を得たことで思考が複雑になり、キカイダーのことを「ロボットに似て非なる何か」と形容し、かつ自身に与えられた仮想生命にも考えをめぐらせるようになっている。
勝負は五分だったが、ヒトの生命を如何とも思わない態度に対し、ミツコらとの交流で生命の貴重さを知ったキカイダーが発憤。一気呵成に攻めたてられ、必殺技のデンジエンドを叩きこまれ撃破されている。その際に、キカイダーに芽生えた人間性を理解し、「貴様と戦えてよかった」というメッセージを残し爆破四散した。
前述のとおり、今作品のハカイダーは量産を前提にした兵器であるため、ダーク本社で量産されていたものの、サブローを撃破したキカイダーによりプラントが破壊され、プラントを出た最初のトラックに積まれた黒・赤・青・銀の一対以外はすべて破壊されている。

### 映画『キカイダー REBOOT』と関連作品
出典：公式サイト
『キカイダー REBOOT』
ギルバート神崎（ARKプロジェクトの主任に昇格して以降はプロフェッサー・ギルとも呼ばれる）が造った戦闘特化型アンドロイド。記憶と人格、声は完全に移植された脳髄の主のものとなる。基本設計はキカイダーと同様だが、「良心回路」の対極的コアユニット「戦闘回路」を搭載し、思考と行動の全てをキカイダー破壊のためだけに使うようにプログラムされている。
パワーを重視した設計により、ボディのみの戦闘力だけでもキカイダーを凌駕している。加えて左手には「ギルの笛」と呼ばれる対キカイダー用の武器が装備されており、キカイダーに特殊な超高周波を放射して良心回路に凄まじい負荷を与えることが出来る。この他、専用のリニアガンハカイダーショットによって徹甲弾や散弾、距離の長・短、範囲の広・狭を選択し、瞬時に殲滅に最適な射撃を行える。
頭部の「ブレインコンテナ」には人間の脳を生きたまま保存出来るが、キカイダーに心理的なダメージを与えるため、コンテナカバーをクリアパーツにしてワザと脳が丸見えになる様にしている。
- デザインは村枝賢一によってリファインされている。
- 搭乗するバイクはカワサキ・Z1000。

『仮面ライダー鎧武/ガイム』
『REBOOT』の前日談の第30話では、仮面ライダーデューク / 戦極凌馬の元に、彼の知り合いの科学者から性能テストの依頼という形でプロトタイプが送られてくる。凌馬が自らの脳髄を移植して起動。最終テストの第一段階として、仮面ライダー鎧武と仮面ライダーナックルと交戦し圧勝。その後も黒影トルーパー相手にテストを続けるも、次第に破壊衝動に取り憑かれてしまう。鎧武とキカイダーとの戦いの後、脳髄を自分の体に戻した凌馬からは危険なアンドロイドと判断された。

### その他の作品
『スーパーヒーロー作戦』
光明寺博士をマインドコントロールして製作された。カイメングリーンがキカイダーを粉々にしたことでダークを裏切り、改心したトップガンダーと一騎討ちをして敗北。トップガンダーにより光明寺博士の脳は取り出され、原作通りギルハカイダーとなり、レッド・シルバー・ブルーを引き連れハカイダー四人衆として登場。破壊ロボット軍団凱聖としてネロス帝国に仕える。脳が光明寺博士のものからプロフェッサー・ギルのものに変わったことで、主人公キャラから「戦い方が変わった」と言われ、更にジローから「サブローは貴様のように卑怯ではなかった」と言われている。敵側では珍しく初登場時に変身カットが入っている。
『スーパーヒーロー作戦 ダイダルの野望』
キカイダー01・イナズマンシナリオの最初にギルハカイダーがハカイダー部隊を結成、その後帝王バンバの傘下に入り、ジャイアントデビルの設計図を狙う。新人類帝国の崩壊後、帝王ダイダスの力で復活し、ハカイダー部隊を率い、更にガッタイダーとなってガイアセイバーズに挑戦する。
『スーパー特撮大戦2001』
テレビ版と同じく脳の血液交換が必要という設定がある。仲間にはなることはないが、ギルに対する殺意から結果的には協力はしている。
『特撮冒険活劇 スーパーヒーロー烈伝』
本作品では、サブローハカイダーとギルハカイダーがそれぞれ別個体として登場する。両者が対峙した際、ギルハカイダーの卑劣な手口にサブローハカイダーが「奴は只の薄汚い偽者だ」と嫌悪感を露わにするシーンも存在する。
キカイダーを主人公に選ぶと、サブロー・ハカイダーだけではなく、ギル・ハカイダーが何体も登場するシナリオがある。実は死んだと思われていたプロフェッサー・ギルは健在であり、ギル・ハカイダーはギルの笛によって操られていたにすぎなかった。しかも、『キカイダー01』の犯罪組織シャドウや、『イナズマンF』のデスパー軍団、『変身忍者嵐』の血車党などの悪の組織の黒幕がギルであったことが判明する。キカイダー一行がギルを倒した後、ダーク最高司令基地の中枢部をサブロー・ハカイダーが破壊し、そのまま白いカラスでどこへともなく去っていくエンディングムービーが挿入される。
サブロー・ハカイダーにとってキカイダーを破壊することのみが目標であるため、ゲーム内でキカイダーを追い求める姿は『快傑ズバット』の主人公、早川健を思わせる。キカイダーを追い求めるあまり、まったく関係ないネオショッカー秘密基地（『スカイライダー』）に殴り込みをかけるシナリオがある。また、『仮面ライダースーパー1』のシナリオに唐突に登場し、ドグマ基地で、催眠術を使いヒーローたちを窮地に追い込んだカイザーグロウの卑怯な手段を嫌い、プレイヤー側を救うシーンがある。

## 武装・主な技
『人造人間ハカイダー』のものについては、人造人間ハカイダー#ハカイダーの装備を参照。
ビーム・ショット・ガン
漫画版でサブロウ・ハカイダーが使用する、ビームを発射する光線銃。アニメーション版のサブロウ・ハカイダーやギル・ハカイダーも同型のビームガンを用いている。漫画版のギル・ハカイダーが使用する銃は、『サイボーグ009』のゼロゼロナンバー・サイボーグが使用する銃に近いデザインである。
ハカイダーショット
特撮版のハカイダーが使用する、銀色の大型多連装式拳銃。
テレビシリーズ
あらゆる機械を分断する高周波弾を発射し、威力はアンドロイドマンや、ダーク破壊部隊・アカ地雷ガマを一発で破壊する。使用しないときは、左のブーツに収納されている。使用する際、右腕を左手の下につけて安定させる、独特の射撃体勢を取る。サブロー・ハカイダーは、飛び道具を使わないキカイダーに対しては、威嚇射撃か、逃げるのを封じるためにしか使用していない（41話で例外的に発砲している）。ギル・ハカイダーもハカイダーショットを使用しているが、イチローの隙を突いたり背後から狙い撃ったりと、性格の違いが表れている（正面からでは01やワルダーに大抵回避されている）。ただし、峠英介に銃を奪われて撃たれた際には自身が四散した。
- プロップは当初、銃身10インチのヘビーバレルで型抜きオール・ステンレス製の物が使用されていたが、『01』中期のトランポリンアクションの撮影時に落として破損したため、3/8インチの物を新造した。このハカイダーショットはのちのハワイ公演の際に紛失、所在不明となったという。

『キカイダー02』
サブロウの使用する銃。コンピュータ・ウイルスが内蔵された弾丸を発射し、普段は大腿部に格納されている。
『人造人間ハカイダー』
ショットガンの形をしている。弾丸は右腕に装備されたアームショットと共通。精密射撃も可能である上に貫通力は高く、劇中では元老院本部の建造物の外から1発の弾丸を撃ち込んだのみで本部内の中枢機能を停止させている。『ラストジャッジメント』では、威力や一度に装填できる弾数が異なる4種類の弾丸を装填することが可能になっている。普段は愛車ギルティに付けられたホルスターに収納されている。
『REBOOT』
普段は左足に付けられたホルダーに収納されている。
- ハカイダー自体のデザインは前述のように村枝賢一がリファインしているが、ハカイダーショットに関しては村枝は依頼されておらず、別人がデザインしている。

ショットガン
アニメ版のサブロウが使用する銃。ロボットを一撃で破壊する威力があり、ダークロボット・サソリホワイトを破壊した。
破壊剣
特撮版でサブローが使用する、左ブーツに装填された特殊合金製の短剣。サブローがハカイダーに変身する際にも使うアイテムでもあり、顔面に剣をかざすことでチェンジする。ダーク破壊部隊・ヒトデムラサキやアカ地雷ガマの装甲を貫く威力を見せる。書籍によっては、「破壊剣が変形してハカイダーショットになる」と説明されているが、42話で変身後のハカイダーが破壊剣を振り上げているシーンがある。
通常時は刃渡り10cmほどだが、顔の前でかざす際には刃渡り20cmほどになっている。ヒトデムラサキやキリギリスグレイ、アカ地雷ガマに投げつけたこともある。ジローとの格闘戦では逆手持ちで使用した。
十字剣
漫画版・アニメ版のサブロウが使用する、手裏剣状の武器。漫画版ではレーザーメスにもなる十字手裏剣、アニメ版では十字型のナイフとなっている。漫画ではキカイダーの左腕を切り落とし、アニメではゴールデンバットの息の根を止めている。
月面飛行蹴り
特撮版のサブロー・ハカイダーの技。エアクラフトで飛行している際、相手の正面で横回転をして遠心力を加えたキックを食らわす技。アニメ版でも、空中で反転して繰り出す蹴りを披露している。
地獄五段返し
特撮版のサブロー・ハカイダーの技。相手を掴み、空中で連続で投げ技を食らわし、5回目は地面に叩き付ける。『The Nobel』でも技名は登場していないが、同様の技を使用。「慣性に突如逆らい逆方向にGが加わるため、地面に叩きつけられる以上の衝撃が襲う」と描写されている。
ギロチン落とし
特撮版のサブロー・ハカイダーの技。地獄五段返しの後、相手の頭部を両脚で挟み込み、投げ飛ばす技。特撮版のギル・ハカイダーもこの技を使用している。ギル・ハカイダーの場合は、相手の隙を突いて使用することが多い（ギル・ハカイダーは地獄五段返しを使用しない）。『The Nobel』ではアオタガメに甚大なダメージを与えている。
コンコルド焔魔
設定のみ。実際に劇中では使用されず。台本では月面飛行蹴り・地獄五段返し・ギロチン落としを連続で放った後、トドメを刺すために使用していた。
放熱能力
『人造人間ハカイダー』のリョウ・ハカイダーの能力。手や足から高熱を発する。
プロフェッサー・ギルの笛
特撮版のギル・ハカイダーが使用。『人造人間キカイダー』でプロフェッサー・ギルが使用した超音波を発生させる笛の強化版で、ジローを苦しめる。笛を吹く際はマントを着用する。
格闘技
格闘能力はキカイダーや01たちと同等かそれ以上。特撮版のサブロー・ハカイダーは、パンチやキック一撃でアンドロイドマンを粉々にしていた。アニメ版のサブロウ・ハカイダーは、ショルダータックルやラリアットを繰り出し、キカイダーを圧倒する。ギルハカイダーは、特撮『キカイダー01』ではほぼ01やビジンダーに圧倒されていたが、人魚姫ロボットの援護に現れた際は、「マグマアッパー」「アウトローキック」「ギロチンフック」などの技を駆使して、01と互角に戦っていた。
『The Nobel』ではダーク破壊部隊のデータから、フェンシング、蟷螂拳、コークスクリューなどの技を駆使している。
プラスパワー
特撮版、およびアニメ版のギルハカイダーが使用した機能。ハカイダー4人衆が合体し、大型かつ大火力を誇る巨大人造人間ガッタイダーに変身する。特撮では「ハイル・ハカイダー!!合体!!」のコードを4人が唱えた後、円陣を組むようにして合体する。
エアークラフト
キカイダー同様飛行できる。飛んで逃げるキカイダーを追いかけた他、サブローの姿で初登場した際にこれを使用してビルの壁面を垂直に歩いてきた。

### 乗用マシン
白いカラス
テレビシリーズでのハカイダーの愛用バイク。動力源は原子力エンジンで最高時速は600キロ。車体はシートまで銀色に塗られている。燃料タンクと左右メーターにはハカイダーのマーク（×印）が入り、フロントフォークにサタンポットを搭載、そこからロケット弾を放つ。空中飛行も可能。「白いカラス」とはカラスの中のはみ出し者（アウトロー）を意味している。ベース車はカワサキマッハIII・750-SS H2（マッハIV）。
ギルティ
『人造人間ハカイダー』での愛用バイク。

## 各作品での設定の変容

### サイボーグ
ハカイダー（サブロー）は、原作となる漫画版とテレビ版ともにロボット工学者光明寺博士の開発したロボットであるが、漫画版では偶然にも（開発者も意図しないうちに）その脳の影響を受けることとなる。一方のテレビ版では、脳の血液交換など脳が生かされていることはアピールされるが、それほど脳の影響を受けることは強く映し出されていない。『キカイダー02』では、その設計時点から意図されていたものであり、ロボットというよりもサイボーグとしての側面が強く描かれている。

### 脳を入れられた人間
- 光明寺博士 - キカイダーの盾とするためギルが飾りとして脳を入れたとされている。
- プロフェッサー・ギル - ダークの基地爆破の際、キカイダーの攻撃を受けたギルを助けるために、部下たちが脳を移植した。光明寺博士の脳が移植されたハカイダーと区別する必要から、ギルハカイダーと呼ばれることもある。
- 光明寺一郎 - 『キカイダー02』のみ。
- 坂本千草 - 『KIKAIDER00』のみ。
- ギルバート神崎 - 『キカイダー REBOOT』のみ。
- 戦極凌馬 - 『仮面ライダー鎧武』のみ。

### 四人衆と量産型
ハカイダー四人衆
レッド・シルバー・ブルーは、ハカイダーを元にした量産型。四人衆が合体するとガッタイダーとなる。様々な兵器を使用し、ハカイダー四人衆のそれぞれの武器も使用する。ギルハカイダーについては各作品で設定が異なる。
登場作品は『漫画版 人造人間キカイダー』『キカイダー01』『キカイダー01 THE ANIMATION』『キカイダー02』『スーパーヒーロー作戦 ダイダルの野望』『スーパー特撮大戦2001』『特撮冒険活劇 スーパーヒーロー烈伝』。
量産型ハカイダー
広義ではハカイダー四人衆や、作品の設定によってはギルハカイダーもこれに含まれる。
登場作品は『人造人間キカイダー THE ANIMATION』『キカイダー02』『イナズマンVSキカイダー』『特撮冒険活劇 スーパーヒーロー烈伝』。

## ハカイダーを演じた人物

### 声優以外
- 俳優
  - 真山譲次：『人造人間キカイダー』
  - 岸本祐二：『人造人間ハカイダー』
- スーツアクター
  - 益田哲夫：『人造人間キカイダー』
  - 岡元次郎：『人造人間ハカイダー』
  - 岩上弘数：『キカイダー REBOOT』

### 声優
- 『人造人間キカイダー』
  - 飯塚昭三
- 『キカイダー01』
  - 飯塚昭三
  - 大宮悌二 - レッドハカイダー
  - 和久井節緒、ほか - ブルーハカイダー
  - 上田耕一、ほか - シルバーハカイダー
  - 渡部猛 - ガッタイダー
- 『人造人間キカイダー THE ANIMATION』
  - 小杉十郎太
  - 飯塚昭三 - 光明寺博士に意識を支配された状態のハカイダー
- 『キカイダー01 THE ANIMATION』
  - 小川真司 - ギルハカイダー
  - 宇垣秀成 - レッドハカイダー
  - 遠近孝一 - シルバーハカイダー
  - 鈴木琢磨 - ブルーハカイダー
- 『人造人間ハカイダー』『人造人間ハカイダー ラストジャッジメント』
  - 松本大
- 『キカイダー REBOOT』
  - 鶴見辰吾
- 『仮面ライダー鎧武』
  - 青木玄徳

### 英語吹き替え版
- 『人造人間キカイダー THE ANIMATION』
  - スティーヴン・ブルーム
  - マイケル・グレゴリー - ギルハカイダー
  - スキップ・ステルレク - レッドハカイダー
  - スティーブ・マクガワン - シルバーハカイダー
  - エディ・フライアーソン - ブルーハカイダー
- 『人造人間ハカイダー』
  - リチャード・エプカー

## 備考

### 未制作作品
1980年代にハカイダーを主役としたスピンオフテレビシリーズが企画されており、石ノ森によるデザイン画も描かれている。デザイナーの篠原保は、『人造人間ハカイダー』以前にハカイダーのテレビシリーズ企画に参加していたと証言している。

### ハカイダーをモチーフにしたキャラクター
- バイオハンターシルバ - 『超電子バイオマン』に登場[26]。ヒーローと敵対する銃の名手。象徴する言葉が「破壊」。
- 村上 峡児 / ローズオルフェノク - 『仮面ライダー555』に登場[27]。脳部が透けて視覚できるデザイン。
- 魔進チェイサー - 『仮面ライダードライブ』に登場[28]。黒いメタリックボディのダークヒーロー。